# Непальский язык
Непа́льский язык (самоназвание — नेपाली, непа́ли; устар. — кхас-кура, горкхали, парбатия) — язык народа непали. Государственный язык Непала, где в качестве родного на нём говорят 44,6 % населения (11,8 млн человек). Распространён, кроме Непала (11 826 953 носителя языка, по переписи 2011 года), также в Бутане и Индии среди иммигрантов из Непала — преимущественно в штатах Западная Бенгалия, Бихар и Ассам. Имеет официальный статус в индийском штате Сикким и в округе Дарджилинг штата Западная Бенгалия.
Язык непали тесно связан с хинди. Он принадлежит к подгруппе пахари (pahārī «горные»), входящей в индоарийскую ветвь индоевропейских языков.
Не следует путать с неварским языком (непал-бхаса), изначальным языком Катманду — столицы Непала, который относится к тибето-бирманским языкам. Непальский язык получил своё название после перенесения столицы гуркхов в Катманду.
Несмотря на то, что непали является государственным языком Непала, связывающим различные этнические группы, населяющие страну, там также существует множество других разговорных языков. Например, неварцы из долины Катманду говорят на невари. Также свои языки есть у тамангов, шерпов, раи, лимбу, магаров, гурунгов и других групп. В тераях на границе с Индией часто говорят на хинди и майтхили — ещё одном индийском языке в этом регионе.
По строю непальский язык занимает промежуточное положение между центральной и восточной группой индоарийских языков, характеризуясь утратой фонологической долготы гласных, стиранием категории рода, формированием вторичного (агглютинативного) словоизменения на базе разнообразных аналитических форм.
Для записи непали используется письмо деванагари; в древности использовалась своя система письма — бхуджимол. Первый письменный памятник — 1337 год. Литературный язык на базе центрального диалекта развивается с начала XIX века.

## Название
В разных районах этот язык имеет разные названия, в частности, он известен как гуркхали (गोर्खाली — gurkhālī / gorkhālī, «язык гурхков»), кхас-кура (खस कुरा — khas kurā, «язык кхасов»; наиболее распространённое обиходное наименование), парбатия (पर्वतिया — parbatiyā, «язык гор»), восточный пахари (англ. Eastern Pahari, только в лингвистической литературе).

## История
Около 500 лет назад хасийцы из бассейнов рек Гхагхара и Бхери мигрировали на восток, обошли нагорье Кхам и поселились в низовьях реки Гандак, которые отлично подходили для выращивания риса. Одна знатная семья[какая?] поселилась в небольшом королевстве Горкха, расположенном между Покхарой и Катманду. В 1559 году Дравья Шах, принц Ламджунга, с помощью хасийцев и магаров возвёл себя на трон Горкхи. Он воздвигнул армию хасийцев
Изначально хасийцы говорили на языке «Khas kurā» «хасийская речь». Также его называли Parbattia, Paharia «язык горной страны».

## Литература

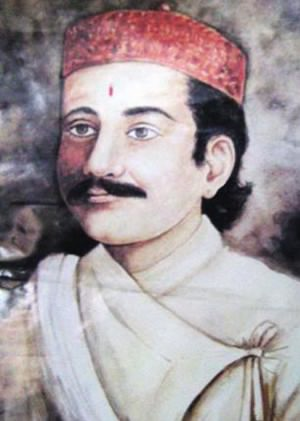
Бханубхакта Ачарья — основоположник непальской литературы

## Диалекты
Основные диалекты непальского языка: аччами, баджурали, баджханги, байтади, бхери, дарджула, дотели, дарчулали, дарчуили, джапали, пурбели, хумли, гандакели, соради, съянгяли.

## Лингвистическая характеристика

### Фонетика и фонология

#### Гласные
В непальском 11 гласных, 5 из которых являются назальными.
|             | Передние | Средние | Задние |
| ----------- | -------- | ------- | ------ |
| Верхние     | i ĩ      |         | u ũ    |
| Ср.-верхние | e ẽ      |         | o      |
| Ср.-нижние  |          |         | ʌ ʌ̃    |
| Нижние      |          | a ã     |        |

В непальском 10 дифтонгов: /ui/, /iu/, /ei/, /eu/, /oi/, /ou/, /ʌi/, /ʌu/, /ai/ и /au/.
Примеры дифтонгов:
| Дифтонг | Пример  | Перевод        | Написание |
| ------- | ------- | -------------- | --------- |
| /ui/    | /dui/   | «два»          | दुई        |
| /iu/    | /dziu/  | «тело»         | जीउ        |
| /ei/    | /sʌnei/ | «труба»        | सनै        |
| /eu/    | /euʈa/  | «один»         | एउटा       |
| /oi/    | /poi/   | «муж»          | पोइ        |
| /ou/    | /dʱou/  | «вымойте!»     | धोऊ!       |
| /ʌi/    | /kʌile/ | «когда»        | कैले        |
| /ʌu/    | /dzʌu/  | «ячмень»       | जौ         |
| /ai/    | /bʱai/  | «младший брат» | भाइ        |
| /au/    | /au/    | «приходите!»   | आऊ!       |

#### Согласные
В непальском 27 согласных:
|               | Губно-губные | Губно-губные | Зубные | Зубные | Альвеолярные | Альвеолярные | Ретрофлексные | Ретрофлексные | Палатальные | Палатальные | Заднеязычные | Заднеязычные | Глоттальные | Глоттальные |
| ------------- | ------------ | ------------ | ------ | ------ | ------------ | ------------ | ------------- | ------------- | ----------- | ----------- | ------------ | ------------ | ----------- | ----------- |
| Носовые       | m            | m            |        |        | n            | n            |               |               |             |             | ŋ            | ŋ            |             |             |
| Взрывные      | p pʰ         | b bʱ         | t tʰ   | d dʱ   | ts tsʰ       | dz dzʱ       | ʈ ʈʰ          | ɖ ɖʱ          |             |             | k kʰ         | ɡ ɡʱ         |             |             |
| Фрикативные   |              |              |        |        | s            | s            |               |               |             |             |              |              | ɦ           | ɦ           |
| Дрожащие      |              |              |        |        | r            | r            |               |               |             |             |              |              |             |             |
| Аппроксиманты | (w)          | (w)          |        |        | l            | l            |               |               | (j)         | (j)         |              |              |             |             |

### Морфология
Грамматические особенности: род существительных — мужской и женский. У глагола — 5 наклонений (желательное, предположительное, ирреальное и др.).

### Синтаксис
В сложных предложениях придаточная часть предшествует главной.

### Лексика
Основу лексики составляют слова, восходящие к санскриту.